# Erimo, Hokkaidō
Erimo (えりも町 Erimo-chō) là thị trấn thuộc huyện Horoizumi, phó tỉnh Hidaka, Hokkaidō, Nhật Bản. Tính đến ngày 1 tháng 10 năm 2020, dân số ước tính thị trấn là 4.374 người và mật độ dân số là 15 người/km2. Tổng diện tích thị trấn là 283,93 km2.

## Địa lý

### Khí hậu
| Dữ liệu khí hậu của Mũi Erimo, Hokkaidō  | Dữ liệu khí hậu của Mũi Erimo, Hokkaidō | Dữ liệu khí hậu của Mũi Erimo, Hokkaidō | Dữ liệu khí hậu của Mũi Erimo, Hokkaidō | Dữ liệu khí hậu của Mũi Erimo, Hokkaidō | Dữ liệu khí hậu của Mũi Erimo, Hokkaidō | Dữ liệu khí hậu của Mũi Erimo, Hokkaidō | Dữ liệu khí hậu của Mũi Erimo, Hokkaidō | Dữ liệu khí hậu của Mũi Erimo, Hokkaidō | Dữ liệu khí hậu của Mũi Erimo, Hokkaidō | Dữ liệu khí hậu của Mũi Erimo, Hokkaidō | Dữ liệu khí hậu của Mũi Erimo, Hokkaidō | Dữ liệu khí hậu của Mũi Erimo, Hokkaidō | Dữ liệu khí hậu của Mũi Erimo, Hokkaidō |
| Tháng                                    | 1                                       | 2                                       | 3                                       | 4                                       | 5                                       | 6                                       | 7                                       | 8                                       | 9                                       | 10                                      | 11                                      | 12                                      | Năm                                     |
| ---------------------------------------- | --------------------------------------- | --------------------------------------- | --------------------------------------- | --------------------------------------- | --------------------------------------- | --------------------------------------- | --------------------------------------- | --------------------------------------- | --------------------------------------- | --------------------------------------- | --------------------------------------- | --------------------------------------- | --------------------------------------- |
| Cao kỉ lục °C (°F)                       | 10.1 (50.2)                             | 7.0 (44.6)                              | 11.8 (53.2)                             | 14.4 (57.9)                             | 19.3 (66.7)                             | 22.3 (72.1)                             | 25.9 (78.6)                             | 28.5 (83.3)                             | 26.2 (79.2)                             | 23.3 (73.9)                             | 18.2 (64.8)                             | 13.6 (56.5)                             | 28.5 (83.3)                             |
| Trung bình ngày tối đa °C (°F)           | 0.2 (32.4)                              | −0.2 (31.6)                             | 2.2 (36.0)                              | 6.1 (43.0)                              | 10.1 (50.2)                             | 13.6 (56.5)                             | 17.5 (63.5)                             | 19.9 (67.8)                             | 19.0 (66.2)                             | 14.7 (58.5)                             | 9.3 (48.7)                              | 3.3 (37.9)                              | 9.6 (49.4)                              |
| Trung bình ngày °C (°F)                  | −1.8 (28.8)                             | −2.2 (28.0)                             | 0.1 (32.2)                              | 3.4 (38.1)                              | 7.2 (45.0)                              | 11.1 (52.0)                             | 15.2 (59.4)                             | 17.7 (63.9)                             | 16.9 (62.4)                             | 12.5 (54.5)                             | 6.8 (44.2)                              | 1.0 (33.8)                              | 7.3 (45.2)                              |
| Tối thiểu trung bình ngày °C (°F)        | −4.0 (24.8)                             | −4.3 (24.3)                             | −1.9 (28.6)                             | 1.3 (34.3)                              | 5.0 (41.0)                              | 9.0 (48.2)                              | 13.4 (56.1)                             | 15.8 (60.4)                             | 14.9 (58.8)                             | 10.2 (50.4)                             | 4.2 (39.6)                              | −1.3 (29.7)                             | 5.2 (41.4)                              |
| Thấp kỉ lục °C (°F)                      | −11.5 (11.3)                            | −12.1 (10.2)                            | −10.2 (13.6)                            | −4.8 (23.4)                             | −0.5 (31.1)                             | 3.4 (38.1)                              | 6.0 (42.8)                              | 10.5 (50.9)                             | 7.6 (45.7)                              | 2.3 (36.1)                              | −5.1 (22.8)                             | −11.0 (12.2)                            | −12.1 (10.2)                            |
| Lượng Giáng thủy trung bình mm (inches)  | 24.3 (0.96)                             | 16.6 (0.65)                             | 35.9 (1.41)                             | 67.8 (2.67)                             | 99.5 (3.92)                             | 85.9 (3.38)                             | 128.8 (5.07)                            | 129.2 (5.09)                            | 137.8 (5.43)                            | 117.0 (4.61)                            | 85.6 (3.37)                             | 48.7 (1.92)                             | 977.1 (38.48)                           |
| Số ngày giáng thủy trung bình (≥ 1.0 mm) | 5.8                                     | 5.0                                     | 6.7                                     | 8.4                                     | 10.0                                    | 8.3                                     | 10.6                                    | 10.4                                    | 10.2                                    | 11.0                                    | 12.2                                    | 9.0                                     | 107.6                                   |
| Số giờ nắng trung bình tháng             | 159.5                                   | 175.9                                   | 208.1                                   | 196.9                                   | 183.6                                   | 139.3                                   | 123.0                                   | 127.8                                   | 161.4                                   | 179.6                                   | 135.2                                   | 135.1                                   | 1.926,2                                 |
| Nguồn 1: Cục Khí tượng Nhật Bản          |                                         |                                         |                                         |                                         |                                         |                                         |                                         |                                         |                                         |                                         |                                         |                                         |                                         |
| Nguồn 2: Cục Khí tượng Nhật Bản          |                                         |                                         |                                         |                                         |                                         |                                         |                                         |                                         |                                         |                                         |                                         |                                         |                                         |